# Энола Холмс 2
«Энола Холмс 2» (англ. Enola Holmes 2) — художественный детективный фильм 2022 года режиссёра Гарри Брэдбира, часть франшизы о сестре Шерлока Холмса, продолжение картины «Энола Холмс». Главные роли в нём сыграли Милли Бобби Браун и Генри Кавилл. Премьера состоялась 4 ноября 2022 года на Netflix, картина была доброжелательно встречена критиками.

## Сюжет
В отличие от первой части, «Энола Холмс 2» не является экранизацией романов Нэнси Спрингер. Главная героиня здесь становится во главе собственного детективного агентства и начинает расследовать исчезновение девушки, работавшей на спичечной фабрике. Когда Энола получает данные о коррупции в высших эшелонах власти, её жизнь оказывается под угрозой, но всё заканчивается благополучно — в том числе благодаря помощи брата.

## В ролях
| Актёр               | Роль               |
| ------------------- | ------------------ |
| Милли Бобби Браун   | Энола Холмс        |
| Генри Кавилл        | Шерлок Холмс       |
| Луи Партридж        | Виконт Тьюксбери   |
| Хелена Бонем Картер | Эудория Холмс      |
| Адиль Ахтар         | инспектор Лестрейд |
| Дэвид Тьюлис        | инспектор Грейл    |
| Сьюзи Уокома        | Эдит               |
| Ханна Додд          | Сара Чэпмен/Сесили |

## Создание и оценки
Съёмки фильма начались осенью 2021 года в английском Йоркшире и завершились в январе 2022 года. Режиссёр и сценарист здесь те же, что и в первой части франшизы, — Гарри Брэдбир и Джек Торн соответственно. Премьера состоялась 4 ноября 2022 года.
На сайте-агрегаторе отзывов Rotten Tomatoes фильм получил рейтинг 93 % при средней оценке 7 баллов из 10. На сайте Metacritic он получил 64 балла из 100, на русскоязычном сайте-агрегаторе «Критиканство» — 74. Бенджамин Ли из The Guardian поставил «Эноле Холмс 2» 3 балла из 5, отметив, что фильм «должен заинтересовать своих многочисленных поклонников достаточно, чтобы оправдать дальнейшие продолжения». Робби Коллин из The Telegraph оценил картину на 2 балла из 5, назвав её менее удачной, чем первая часть, и раскритиковав «общую атмосферу дешевизны».
Обозреватель портала «Чемпионат» Слава Петров написал в своей рецензии, что «Энола Холмс 2» «всё ещё не дотягивает до кино с большой буквы, но смотреть её в разы приятнее», чем первую часть, благодаря игре Милли Бобби Браун, усилению роли Шерлока Холмса в сюжете, убедительным декорациям. Настасья Горбачевская («Фильм.ру») охарактеризовала картину как «комфортное подростковое кино в лучших традициях 90-х и 00-х с практически полным отсутствием амбивалентных персонажей», «старомодное по форме и прогрессивное по идеям». По мнению критика, это «лента беззастенчиво прямолинейная и кристально понятная, но, пожалуй, именно такой феминистская сказка для девочек и должна быть».
В ноябре 2023 года стало известно, что идёт работа над сценарием продолжения франшизы — фильма «Энола Холмс 3».